# وربتا
وربتا (به صربی: Vrbeta) یک منطقهٔ مسکونی در صربستان است که در کنیچ واقع شده‌است.